# Trial de Sant Llorenç 1984
L'edició de 1984 del Trial de Sant Llorenç fou la 18a d'aquesta prova, organitzada pel Motor Club Terrassa. El trial era la primera prova del Campionat del Món d'aquell any i tingué lloc el 4 de març a Olot, Garrotxa. Hi participaren vora 50 pilots, els quals hagueren de superar 21 zones repartides al llarg d'un recorregut que calia completar 2 vegades.
La dificultat de les zones fou considerable, essent-hi els elements predominants l'aigua i la roca, amb força còdols, així com diverses pujades fortes.

## Classificació
| Posició | Pilot              | Motocicleta | Punts |
| ------- | ------------------ | ----------- | ----- |
| 1       | Thierry Michaud    | Fantic      | 66    |
| 2       | Eddy Lejeune       | Honda       | 68    |
| 3       | Bernie Schreiber   | SWM         | 68    |
| 4       | Philippe Berlatier | Italjet     | 75    |
| 5       | Andreu Codina      | Montesa     | 79    |
| 6       | Gilles Burgat      | Fantic      | 84    |
| 7       | Steve Saunders     | Armstrong   | 86    |
| 8       | Lluís Gallach      | Merlin      | 87    |
| 9       | John Lampkin       | Fantic      | 87    |
| 10      | Toni Gorgot        | JJ Cobas    | 90    |